# Zabornia (Gdańsk)
Zabornia (kaszb. Zabòrniô, niem. Christinenhof) – osiedle w Gdańsku, leżące w granicach dzielnic Jasień i Ujeścisko-Łostowice.

## Położenie

### Położenie geograficzne
Osiedle o zabudowie jednorodzinnej (dawna wieś kaszubska o nazwie Christinenhof  wolne tłum. dwór Krystyny). Po II wojnie Światowej teren obecnej zabudowy jednorodzinnej wzdłuż ul. Cedrowej to były sady i łąki. Większość tego terenu jako darowiznę otrzymał ówczesny poseł na sejm Garwoliński, który rozparcelował posiadłość i odsprzedał mniejsze działki. Obecnie w ciągu ulicy Kartuskiej, od ul. Zielony Stok wzdłuż Kartuskiej  w rejonie ulic Cedrowej i Jabłoniowej, aż do ul. Limbowej. Zabornia znajduje się w Północnej części dzielnicy Ujeścisko-Łostowice. Na osiedlu znajdują się trzy stawy które w 2009 r. przekształcono w zbiorniki retencyjne oraz duży zespół ogródków działkowych.

### Położenie administracyjne
Zabornia została przyłączona w granice administracyjne miasta w 1973. Należy do jednostki morfogenetycznej Ujeścisko w okręgu historycznym Wyżyny.

### Sąsiednie podjednostki
- od północy: Migowo
- od wschodu: Pieklisko
- od zachodu: Jasień
- od południa: Szadółki i Ujeścisko

## Transport i komunikacja
Południowym krańcem Zaborni przebiega Trasa W-Z łącząca centrum miasta z obwodnicą trójmiejską. Wcześniej trasa kończyła się na pograniczu osiedli Zabornia i Jasień, a dalszy dojazd do obwodnicy był możliwy przez ulice Jabłoniową oraz Kartuską. Trasa została przedłużona w latach 2011/2012 i obecnie umożliwia przejazd między centrum i obwodnicą. Połączenie z centrum miasta umożliwiają autobusy (komunikacji miejskiej). Głównymi ulicami przelotowymi, łączącymi gdańskie dzielnice - Ujeścisko i Piecki-Migowo są ulice Cedrowa, Myśliwska i al. Adamowicza. W roku 2020 oddana została do użytku trasa tramwajowa wzdłuż al. Adamowicza, po której kursują tramwaje łącząca pętlę Ujeścisko z Oliwą, przez Piecki-Migowo, Siedlce, Centrum i Wrzeszcz.